# 島豆腐

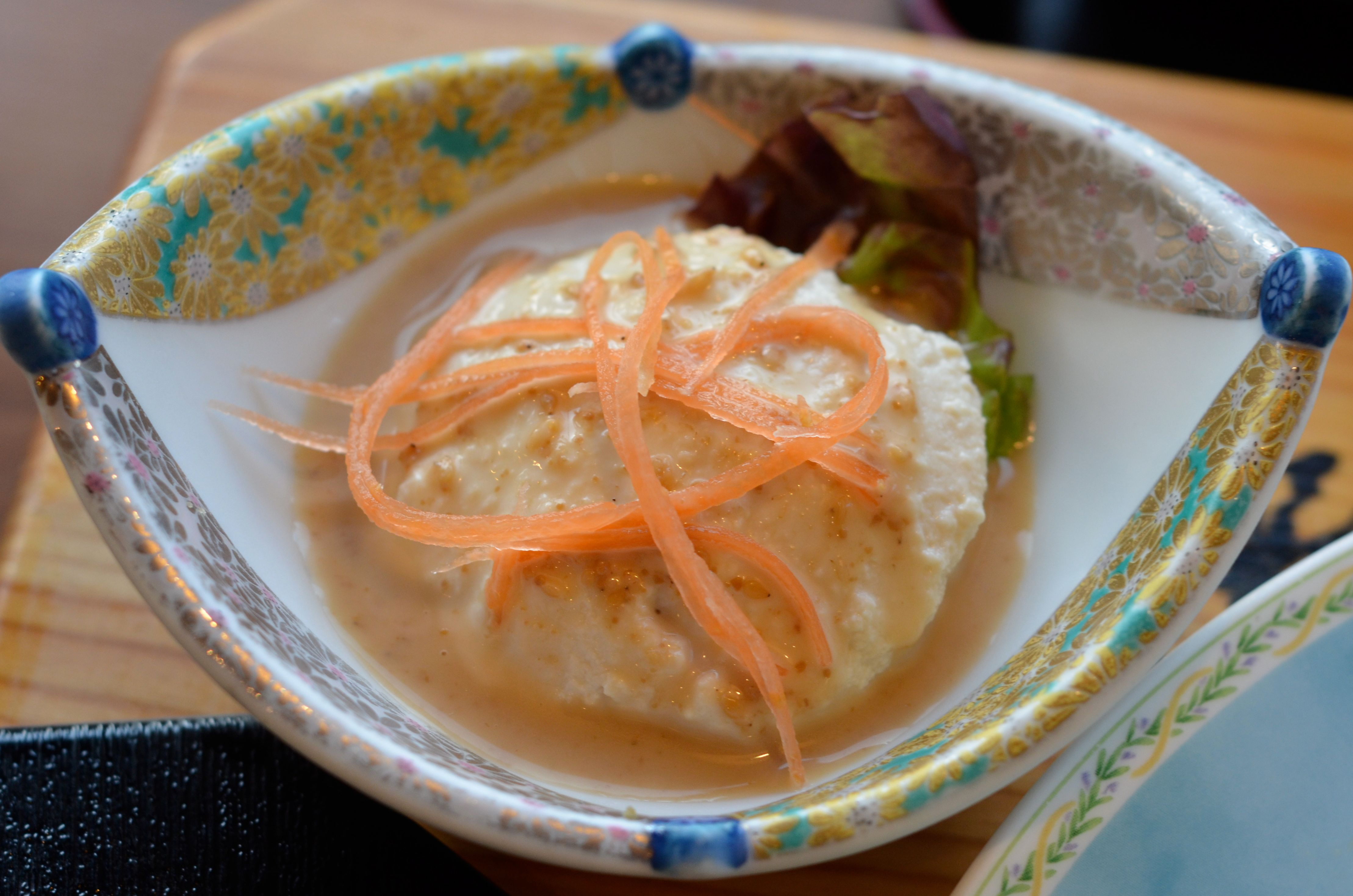
胡麻ドレッシングをかけた島豆腐

島豆腐（しまどうふ）は沖縄県の豆腐。沖縄豆腐ともいう。かつては大豆からおからを分離し、豆乳だけを煮て温かい状態で販売されるという特徴があった。
近年は日本の他地域と同様に大豆を先に煮てから分離し、冷たい状態で販売する事業者が沖縄でも増えているため、2014年の時点で島豆腐の明確な基準はない。

## 伝統的な製法

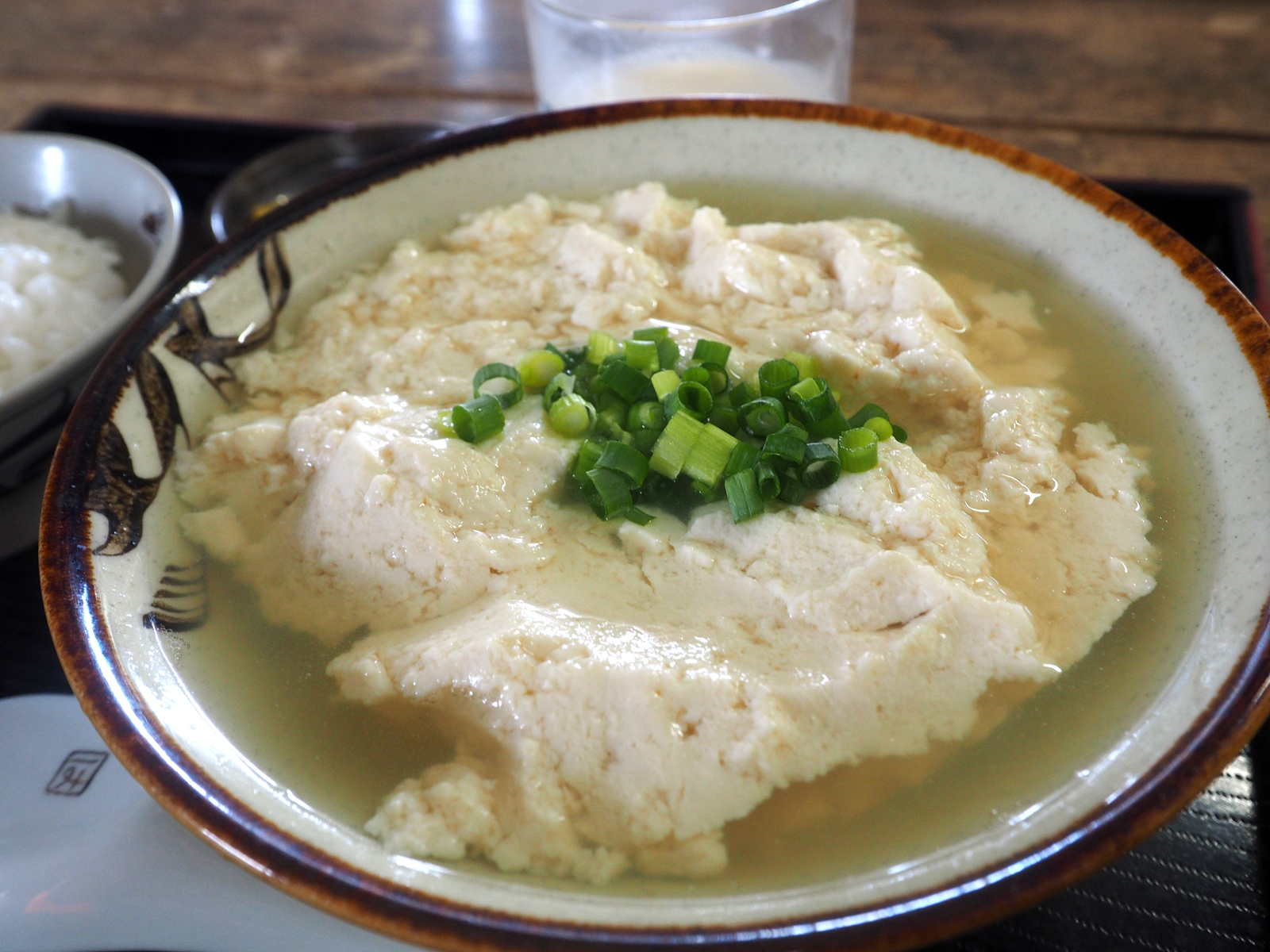
ゆし豆腐

天日干しなどによって十分に乾燥させた大豆を、石臼や専用の機械などを使って半分に割る。さらに篩にかけながら風に当てて皮を取り除く。これらの作業によって、水が早く大豆の内部に浸透する。割った大豆から胚軸などを手で除き、3-4時間水に浸けてから、グラインダーなどで加水しつつ磨砕すると呉が得られる。
生呉の段階でおからと豆乳を分離する生しぼりと呼ばれる製法が伝統的な島豆腐の特徴であり、最初に大豆を破砕する点も含めてベトナムやマレーシアなど東南アジアの国々とも共通する手法である。加熱後に分離する煮とりないし煮しぼりと比べると、豆乳が分離しにくいため、絞るのに労力を必要とする上に歩留まりも良くない。一方で、低温で絞ると、不快味の原因となるイソフラボノイドやサポニンの抽出が抑制されるメリットがあるという。
生しぼりによって得られた豆乳は地釜の大鍋に入れ、1時間ほどかけて炊き上げて香気を生成させる。途中、泡が生じるのでこれを取り除く。続いて、海水またはにがりなどの凝固剤を加える。この状態のふわふわした豆腐はゆし豆腐と呼ばれ、そのまま醤油をかけて食べる事もある。布を引いた型箱にゆし豆腐を流し込み、水を抜くと島豆腐の完成となる。かつては温かい状態で販売されていたが、近年はパック入りで冷蔵して販売する製品が登場し、保存期間が長く、店頭在庫を確保しやすい点が好まれている。

## 料理

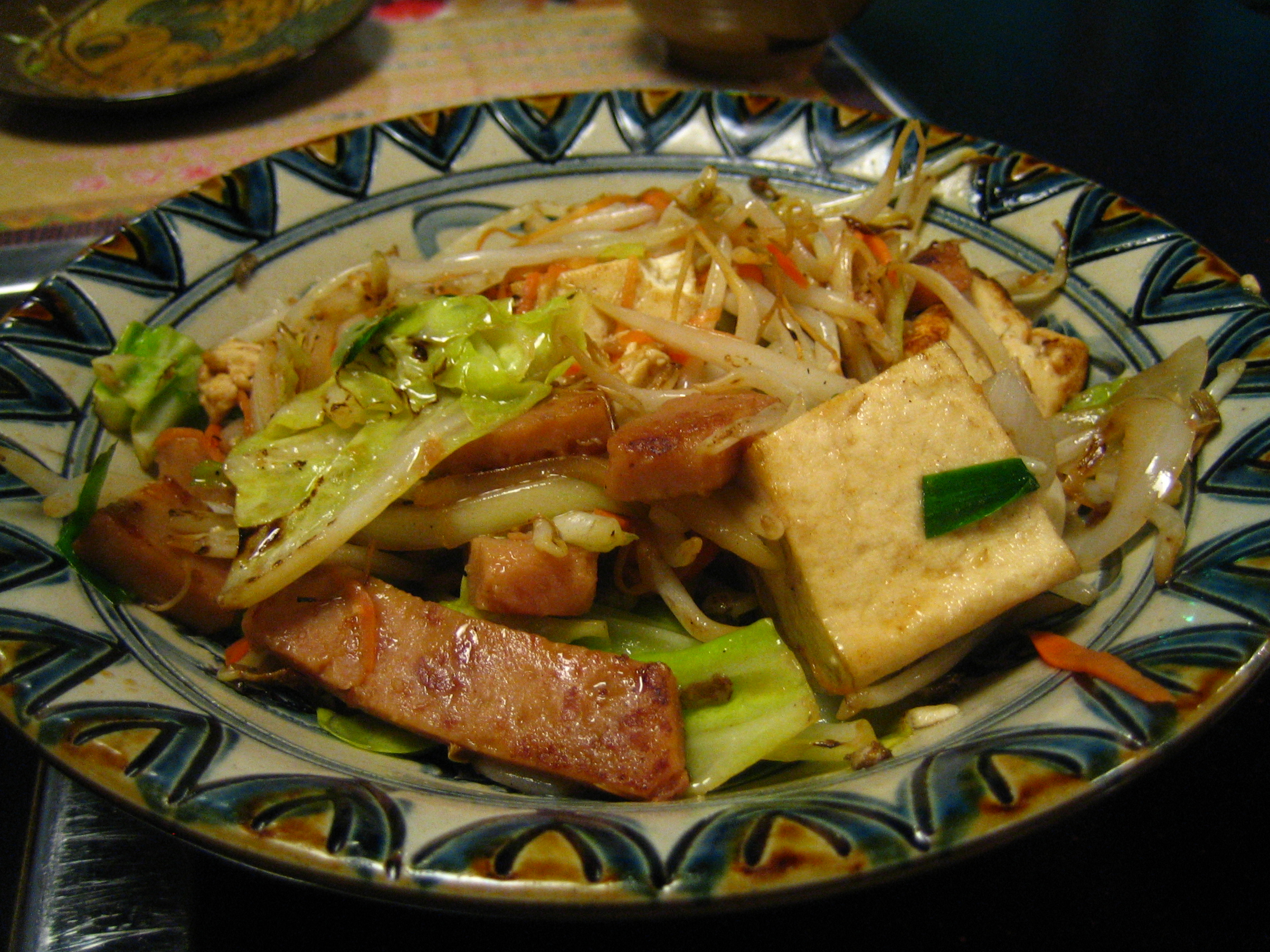
豆腐チャンプルー

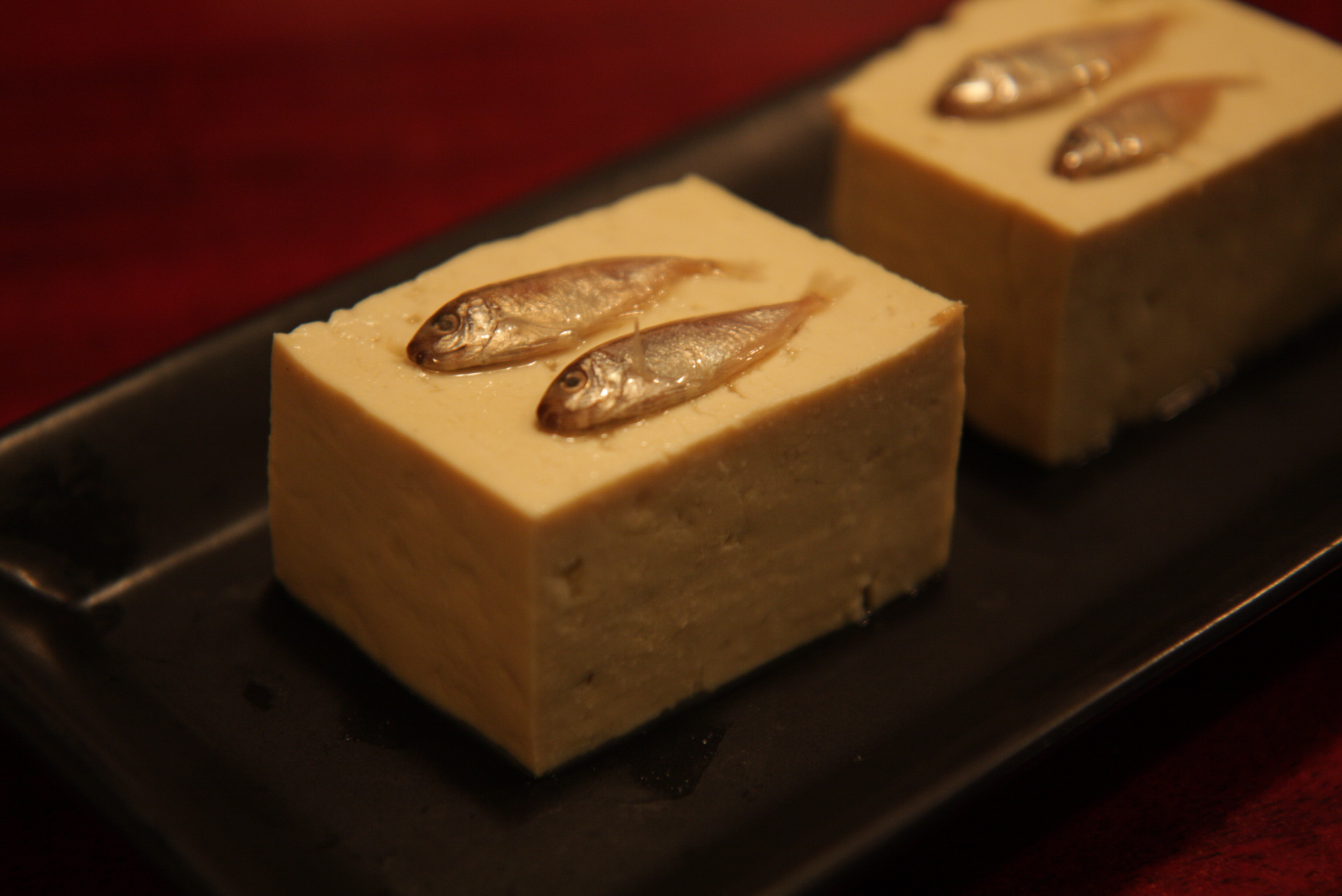
スクガラス豆腐

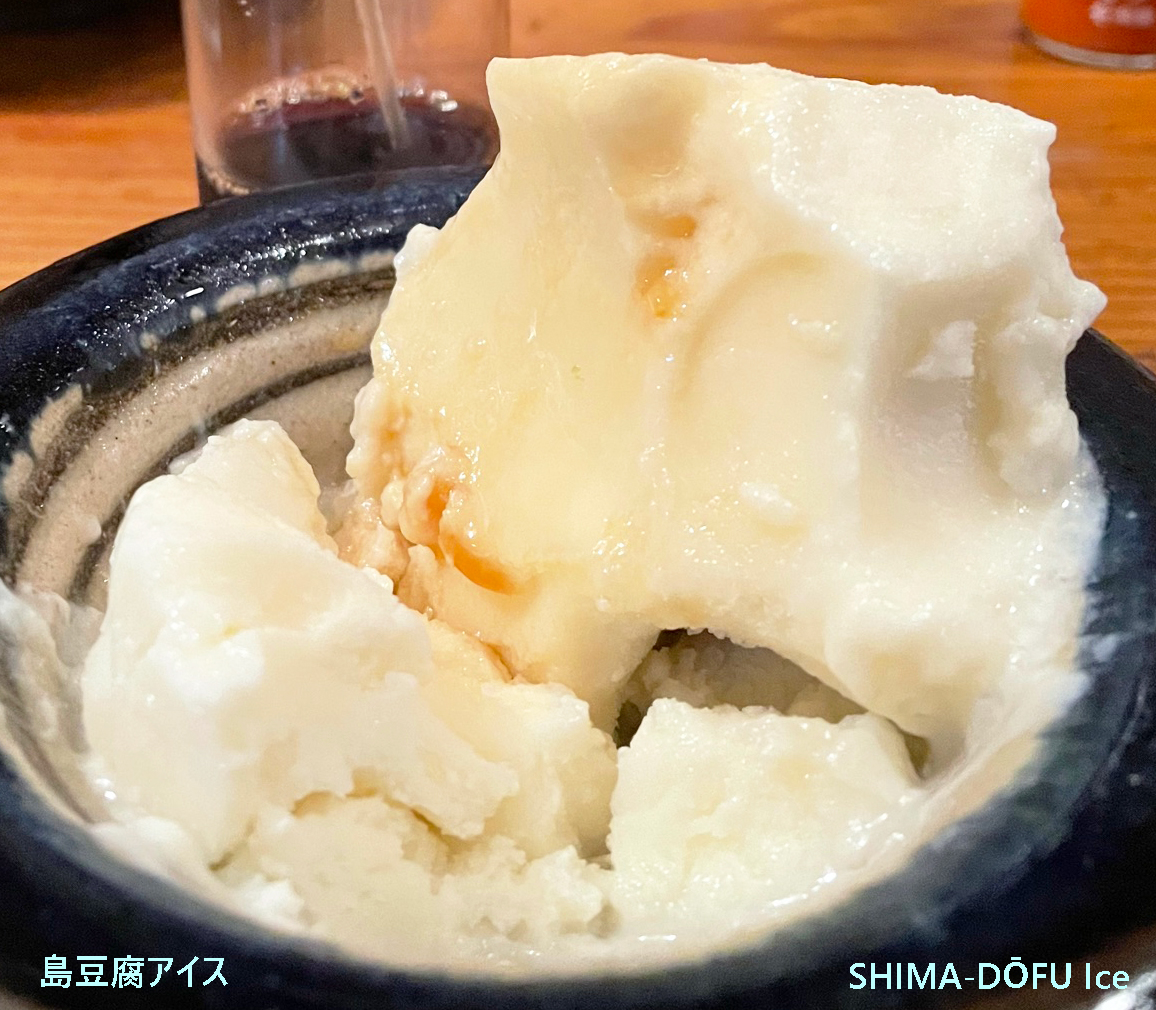
島豆腐アイス(島豆腐で作ったシャーベット)。醤油をかけている

2014年の調査によれば、島豆腐はチャンプルーとして調理するケースが最も多い。水切り前の状態で食べるゆし豆腐と、味噌汁の具として使うケースがこれに続く。この他、スクガラスを乗せてスクガラス豆腐としたり、煮付け、冷奴などになる。発酵食品のひとつとして豆腐ようの原料にも用いられる。

## 歴史
中世の琉球王国では明との朝貢貿易が活発に行われており、福建などから来た多くの漢人（ 久米三十六姓 ）も居住していた。それらの交流を背景に豆腐の製法が中国から伝わった可能性が指摘されているが、明確ではない。天和3年（1683年）に琉球に来た清の冊封使は、那覇の市中で非常に多くの店が島豆腐を販売していたと記録している。
沖縄では養豚が盛んだったため、その飼料となるおからを生産する事もあって豆腐作りは盛んに行われた。明治時代の糸満市では、トーフマチと呼ばれるほど豆腐業者の多い通りもあったという。なお大豆を砕くための石臼は、安山岩が豊富な硫黄鳥島産のものが広く使われていた。
1972年の本土復帰を受けて、食品衛生法により豆腐を水にさらして販売する事が義務付けられたが、食文化の維持などを理由とした陳情の結果、温かい豆腐をそのまま販売する方法が1974年に特例として許可されている。沖縄で豆腐は盛んに消費され、2012年の家計調査によれば、沖縄県における1世帯当たりの豆腐に対する支出は年間5,670円で全国平均の4,613円を大きく上回っている。一方で、全国平均を上回るペースで支出額が年々減少しており、食文化の変容や世帯当たり人員の減少が影響しているとみられる。2014年の調査では、沖縄県内の回答者の43%が温かい状態で袋に入っている島豆腐を、50%がパック入りの島豆腐を、それぞれ週に1回以上購入しており、木綿豆腐や絹豆腐の同35%を上回っている。